# Eugène Isabey

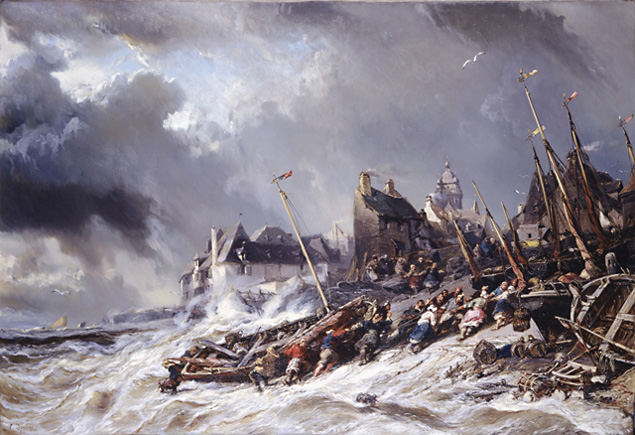
Tempête devant Saint-Malo, 1860

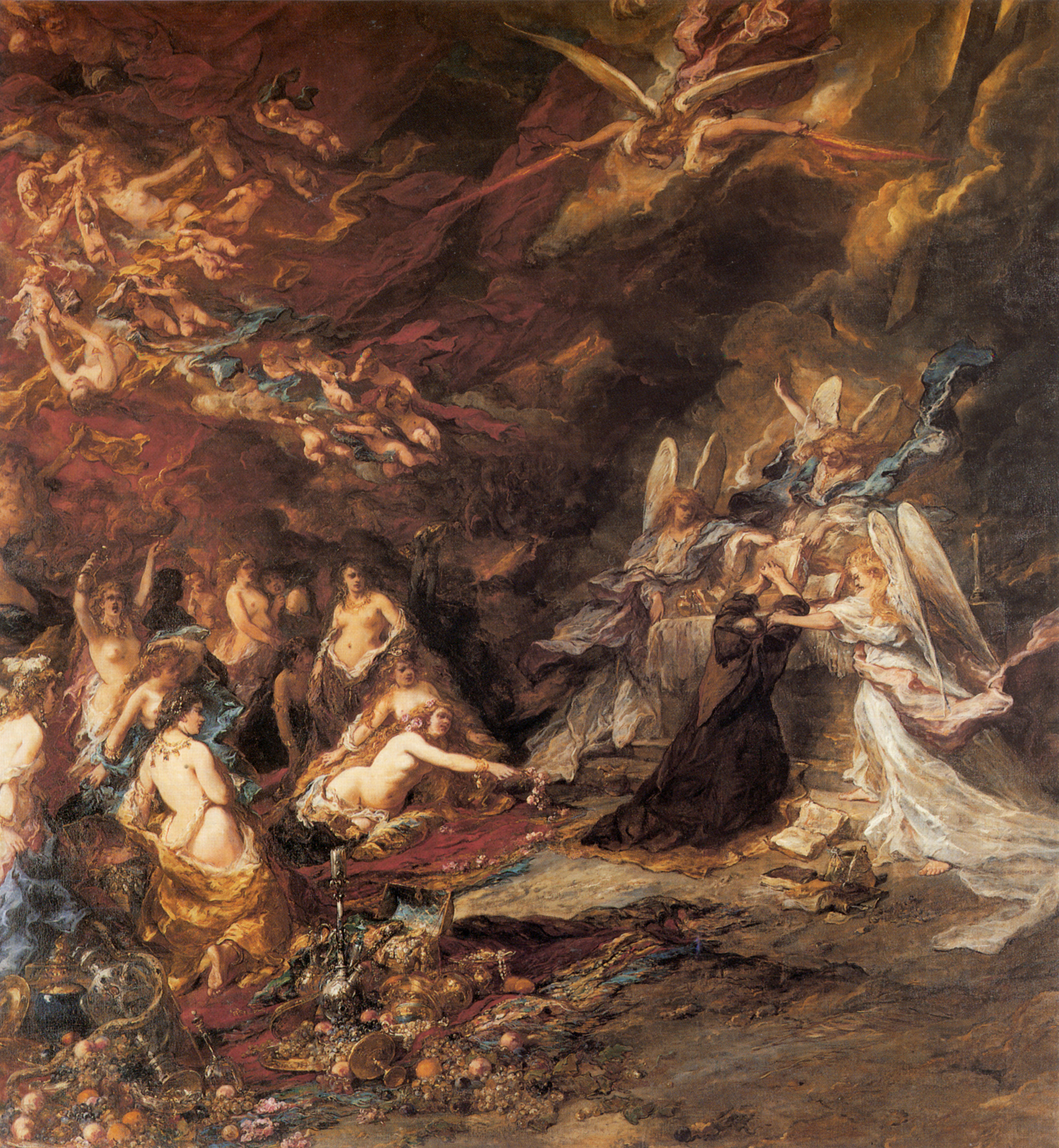
Kuszenie św. Antoniego, 1869

Eugène-Louis-Gabriel Isabey (ur. 22 lipca 1803 w Paryżu, zm. 27 kwietnia 1886 w Lagny) – francuski malarz, akwalerysta i litograf, przedstawiciel romantyzmu.
Jego ojciec Jean-Baptiste Isabey (1767–1855) był zasłużonym portrecistą i miniaturzystą, nazywano go malarzem królów. Eugène chciał być początkowo marynarzem, jednak zajął się malarstwem ze względu na ojca. Malował sceny historyczne, pejzaże, a najchętniej marynarzy i rozbitków morskich. Początkowo inspirowali go Delacroix i Bonington. W swojej pracowni artystycznej pracował z takimi uczniami jak Eugène Boudin i Johan Barthold Jongkind, jego przyjacielem był Horace Vernet. Od 1824 przebywał w Honfleur z malarzem pejzażystą Xavierem Leprince. W 1826 zamieszkał w Saint-Siméon. W 1827 wystawiał w paryskim Salonie, w 1830 wziął udział we francuskiej wyprawie do Algieru jako oficjalny artysta. Jednak jego obrazy z tego okresu nie znalazły nabywców, dlatego zainteresował się malarstwem historycznym i odniósł znaczny sukces. Był malarzem Ludwika Filipa I. Pod koniec życia malował drastyczne sceny masakr, pojedynków i katastrof. Zmarł w Lagny w 1886.

## Wybrane prace
- L’Embarquement de Ruyter
- William de Witt
- Tentation de St Antoine, 1869